# フィジオーム
フィジオーム (Physiome)とは、ラテン語で自然あるいは生命を意味するphysioと、総体あるいは全体を意味するomeをつなげた造語で、ゲノム（Genome）が遺伝子（Gene）の総体を意味し、プロテオーム（Proteome）が蛋白質（Protein）の総体を意味するように、生命あるいは生体の生理機能の総体を意味する。
ある生物個体のフィジオームは、その個体の生理的状態と機能的振舞いを記述するものである。ここで、個体の生理的状態とは、その個体を構成する物質の物理化学的状態をゲノムから、蛋白質、細胞内器官、細胞、組織、臓器、個体に至る各空間スケールにおいて表すものである。また、機能的振舞いとは、生理的状態の経時変化の様子（ダイナミクス）とその生物情報論的意義である。

## フィジオームプロジェクト
フィジオームプロジェクトは、フィジオームとは何か、という定義の作成を目指すプロジェクトである。フィジオームプロジェクトは黎明期にあり、現在、関連プロジェクトを推進するための国際的枠組み作りが進められている。フィジオームプロジェクトの初期の目標は、蛋白質から臓器、個体に至る生体の構造と生理機能をデータベース化および数理モデル化することである。これによって、フィジオームとは何かがより明確に定義され、生体の生理機能の統合的理解が促進される。